# Mendes (Argélia)
Mendes (em árabe: مندس) é uma comuna localizada na província de Relizane, Argélia. De acordo com o censo de 2008, a população total da cidade era de 15 127 habitantes.